# José Manuel Flores
José Manuel Flores Moreno, noto semplicemente come Chico (Cadice, 6 marzo 1987), è un ex calciatore spagnolo di ruolo difensore.

## Carriera

### Club
Il 21 luglio 2010 firma un contratto che lo lega al Genoa, due mesi dopo debutta in campionato nella gara interna contro la Fiorentina.
Il 23 luglio 2011 si trasferisce al Maiorca con la formula del prestito con diritto di riscatto.
Rientrato dal prestito, non facendo più parte del progetto tecnico del Grifone, viene ceduto a titolo definitivo il 10 luglio 2012 allo Swansea City per due milioni di sterline più eventuali bonus.

### Nazionale
Nell'ottobre 2008 Chico ha debuttato con la nazionale spagnola Under-21. Fu tra i convocati per l'Europeo Under-21 del 2009, che si giocò in Svezia.

## Statistiche

### Presenze e reti nei club
Statistiche aggiornate al 30 giugno 2015.
| Stagione            | Squadra             | Campionato          | Campionato | Campionato | Coppe nazionali | Coppe nazionali | Coppe nazionali | Coppe continentali | Coppe continentali | Coppe continentali | Altre coppe | Altre coppe | Altre coppe | Totale | Totale |
| Stagione            | Squadra             | Comp                | Pres       | Reti       | Comp            | Pres            | Reti            | Comp               | Pres               | Reti               | Comp        | Pres        | Reti        | Pres   | Reti   |
| ------------------- | ------------------- | ------------------- | ---------- | ---------- | --------------- | --------------- | --------------- | ------------------ | ------------------ | ------------------ | ----------- | ----------- | ----------- | ------ | ------ |
| 2006-2007           | Cádiz               | SD                  | 3          | 0          | CR              | 0               | 0               | -                  | -                  | -                  | -           | -           | -           | 3      | 0      |
| 2007-gen. 2008      | Racing Portuense    | SDB                 | 19         | 3          | CR              | 2               | 0               | -                  | -                  | -                  | -           | -           | -           | 21     | 3      |
| gen.-giu. 2008      | Barcellona B        | TD                  | 13         | 2          | -               | -               | -               | -                  | -                  | -                  | -           | -           | -           | 13     | 2      |
| 2008-2009           | Almería             | PD                  | 20         | 1          | CR              | 3               | 0               | -                  | -                  | -                  | -           | -           | -           | 23     | 1      |
| 2009-2010           | Almería             | PD                  | 27         | 0          | CR              | 1               | 0               | -                  | -                  | -                  | -           | -           | -           | 28     | 0      |
| Totale Almería      | Totale Almería      | Totale Almería      | 47         | 1          |                 | 4               | 0               |                    | -                  | -                  |             | -           | -           | 51     | 1      |
| 2010-2011           | Genoa               | A                   | 15         | 0          | CI              | 1               | 0               | -                  | -                  | -                  | -           | -           | -           | 16     | 0      |
| 2011-2012           | Maiorca             | PD                  | 33         | 0          | CR              | 1               | 0               | -                  | -                  | -                  | -           | -           | -           | 34     | 0      |
| 2012-2013           | Swansea City        | PL                  | 26         | 0          | FACup+CdL       | 2+4             | 0+1             | -                  | -                  | -                  | -           | -           | -           | 32     | 1      |
| 2013-2014           | Swansea City        | PL                  | 31         | 3          | FACup+CdL       | 2+0             | 0               | UEL                | 10                 | 0                  | -           | -           | -           | 43     | 3      |
| Totale Swansea City | Totale Swansea City | Totale Swansea City | 57         | 3          |                 | 8               | 1               |                    | 10                 | 0                  |             | -           | -           | 75     | 4      |
| 2014-2015           | Lekhwiya            | QSL                 | 25         | 4          | EQC             | 0               | 0               | ACL                | 10                 | 1                  | -           | -           | -           | 35     | 5      |
| Totale carriera     | Totale carriera     | Totale carriera     | 212        | 13         |                 | 16              | 1               |                    | 20                 | 1                  |             | -           | -           | 248    | 15     |

## Palmarès

### Club

#### Competizioni nazionali
- Tercera División (Spagna): 1

Barcellona B: 2007-2008 (Grupo V, Cataluña)
- Coppa di Lega inglese: 1

Swansea City: 2012-2013
- Qatar Stars League: 1

Lekhwiya: 2014-2015